# Pallone d'oro 2009

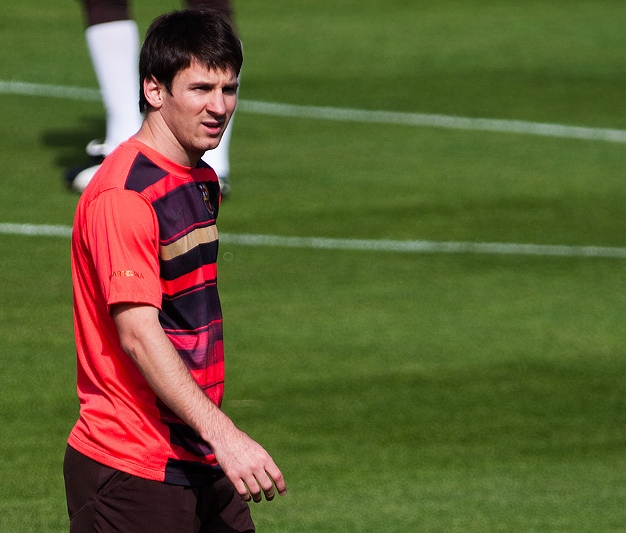
Lionel Messi, vincitore del Pallone d'oro 2009.

L’edizione 2009 del Pallone d'oro, 54ª edizione del premio calcistico istituito dalla rivista francese France Football, è stata assegnata a Parigi il 1º dicembre 2009 ed è stata vinta da Lionel Messi, attaccante argentino del Barcellona e della Nazionale argentina.
Come per l'edizione 2007 e 2008, hanno partecipato i giocatori di tutto il mondo e anche i giurati non sono stati solo europei.